# Bhatti
Bhatti (també Bhati) és un clan rajput que habita entre Jaisalmer i el Panjab occidental.
Segon la tradició els Jadons de Jaisalmer foren portats del Zabulistan cap a Rajputana i Panjab i la branca que es va quedar a Rajputana va agafar el nom de bhati. Rawal Jaisal Singh que va fundar la ciutat de Jaisalmer el 1156 pertanyia a aquest clan.

## Biografia
- India Office Library, History of the Rathors and Bhattis of Rajputana.